# Moravia
Moravia (en checo y eslovaco: Morava; en alemán: Mähren, pronunciado /ˈmɛːʁən/ⓘ) es una de las tres regiones históricas que conforman la República Checa, junto con Bohemia y Silesia (o Silesia checa). Su capital era Brno. Limita al oeste con Bohemia, al sur con Austria (estado de Baja Austria), al sureste, este y noreste con las regiones eslovacas de Trnava, Trenčín y Žilina, respectivamente; y al noreste con la Silesia checa.
Su nombre viene del río Morava, cerca del cual se estableció un grupo de eslavos poco antes del año 600. Los habitantes de Moravia hablan diversos dialectos del checo. A finales del siglo VIII, el principado de Moravia se correspondía con el sureste de la contemporánea Moravia, Záhorie (en el suroeste de Eslovaquia) y partes de la Baja Austria.
Poblada por los moravos, un pueblo eslavo, desde el siglo V. A finales del siglo VI fue invadida por los ávaros, quienes establecieron un imperio entre el río Elba y el Dniéper. Tras varios intentos de desembarazarse del yugo ávaro, estos fueron finalmente derrotados por Carlomagno a fines del siglo IX, y Moravia pasa a ser tributaria del Imperio franco.
En el año 833 se constituyó como el Estado de la Gran Moravia tras la conquista del Principado de Nitra (Eslovaquia contemporánea; desde el siglo X hasta 1918 parte del Reino de Hungría). Su primer rey fue Mojmír I (desde 830 hasta 846). El segundo regente de la Gran Moravia fue Ratislav I (846-870), quien trató de emancipar su territorio de la influencia carolingia, enviando sus emisarios a Roma. Tras ser rechazado, pidió ayuda al emperador bizantino Miguel III. Ello resultó en la misión de Cirilo y Metodio, que tradujeron los libros litúrgicos al lenguaje eslavo, y que posteriormente fue elevado por el papa al nivel del latín y griego.
Tras ser derrotados por los magiares en el año 906, los reinos vecinos se disputaron Moravia. A partir del siglo XI, Moravia se unió a Bohemia y en 1526 ambas quedaron bajo el dominio de los Habsburgo.
A partir de entonces formó parte de ese reino, pudiendo seguirse su historia en la Historia de la República Checa.
Actualmente Moravia está dividida en las regiones de Moravia Meridional, Zlín, y parte de las regiones de Moravia-Silesia, Olomouc, Pardubice, Vysočina y Bohemia Meridional. Su capital y principal ciudad es Brno.

## Historia
Alrededor del año 60 a. C. el pueblo celta de los boyos se retiró de la región y fue sucedido por las tribus germánicas de los cuados, siendo absorbidos por Roma y reemplazados en el siglo VI d. C. por tribus eslavas.

### Edad Contemporánea

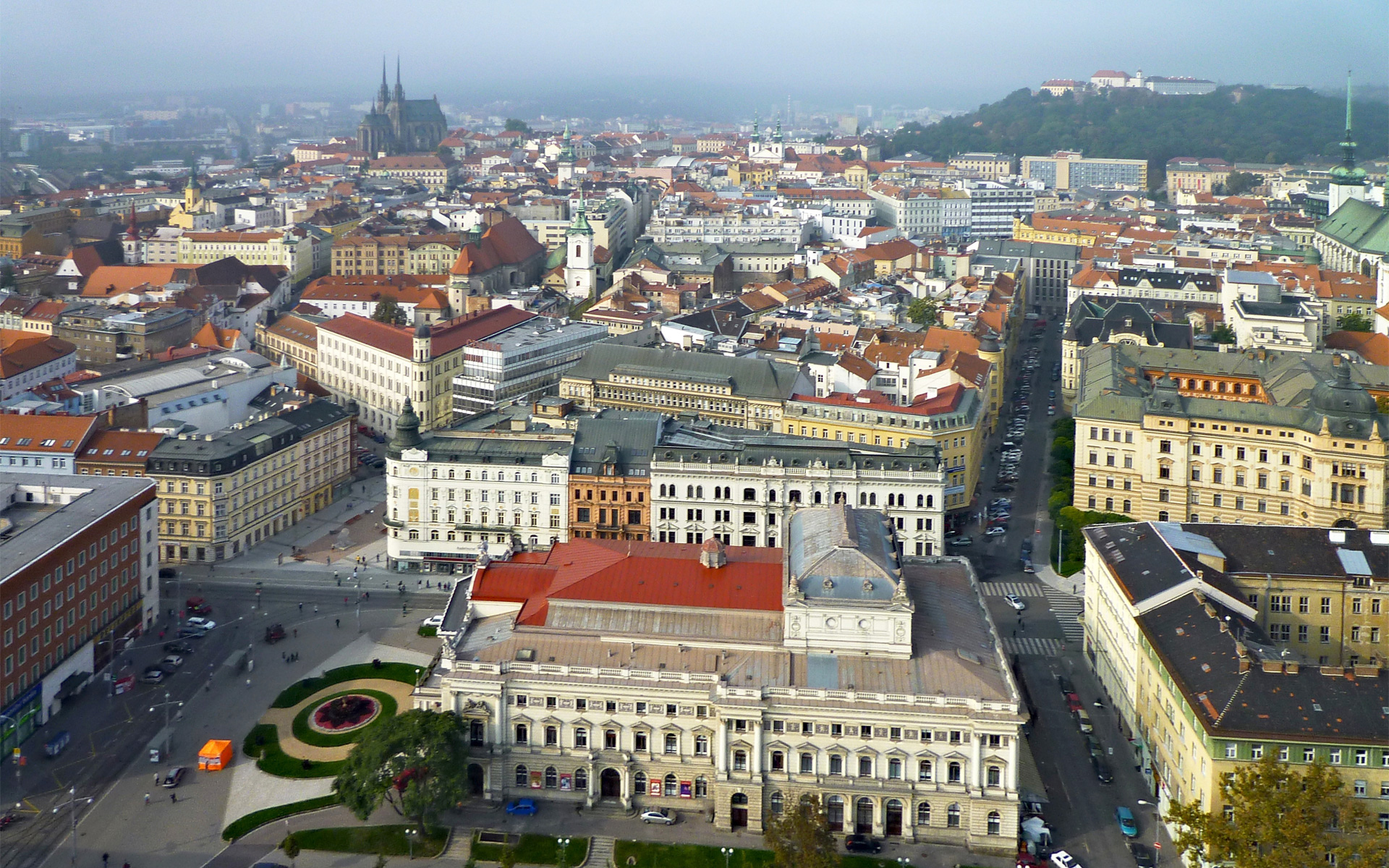
Vista principal de la ciudad de Brno con la Catedral de San Pedro y San Pablo.

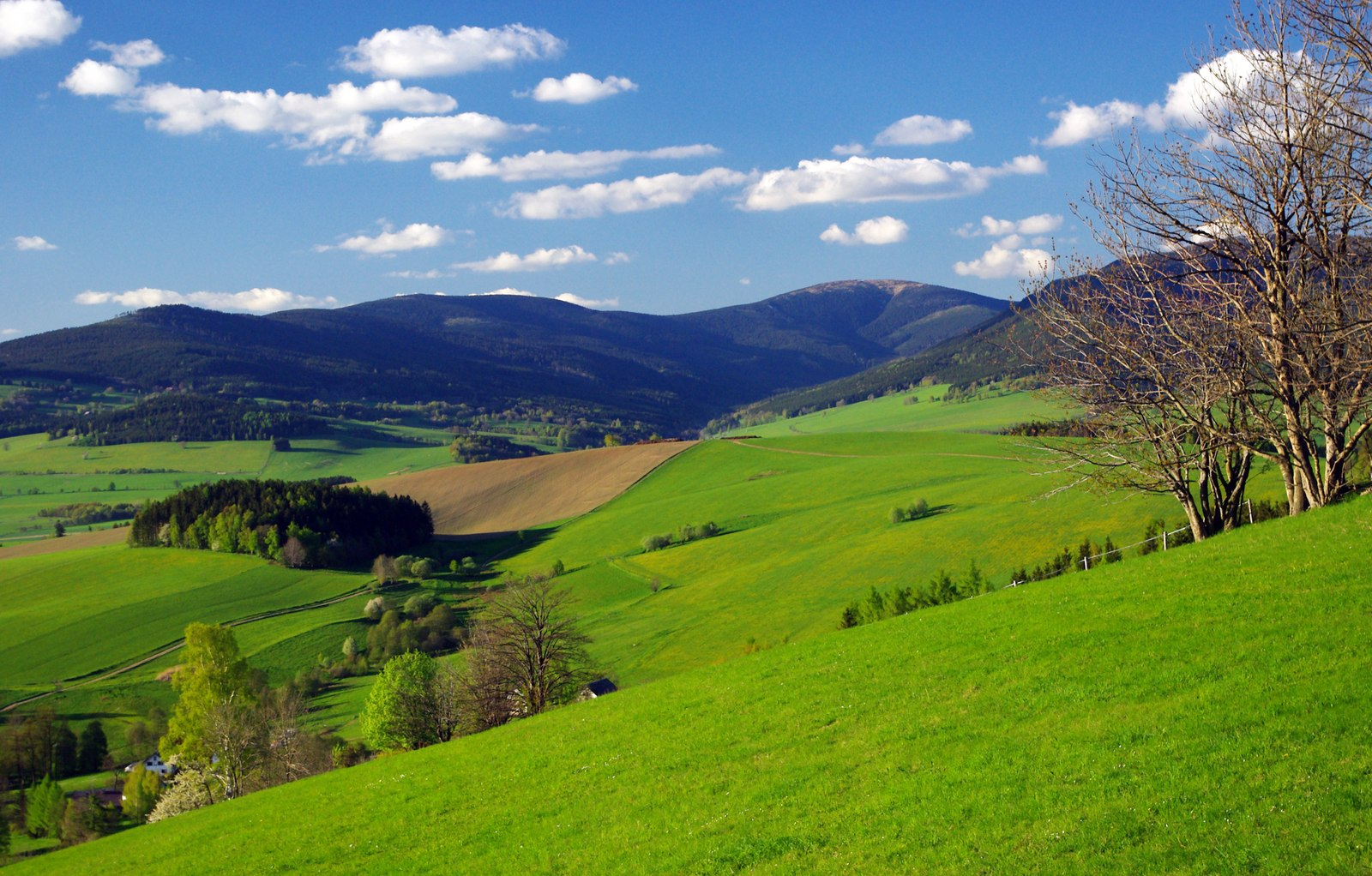
Colinas de Králický Sněžník.

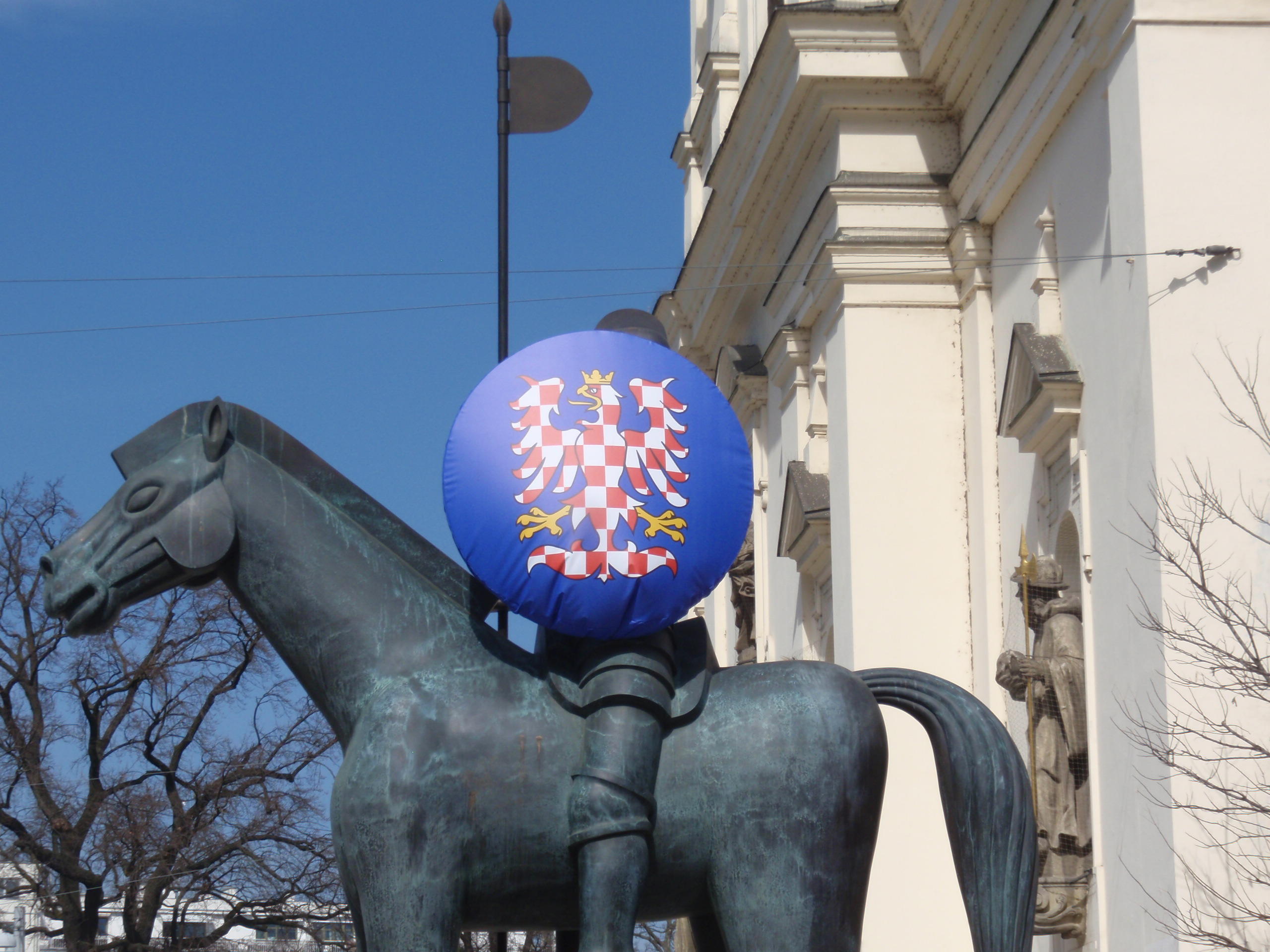
Estatua ecuestre de Jobst de Moravia en Moravské náměstí (Plaza de Moravia) en Brno. El escudo redondo en poder del caballero recibió el escudo de armas de Moravia (Áquila morava) el 26 de marzo de 2021. Representantes de la ciudad de Brno lo utilizan para conmemorar el Censo de Población, Casas y Viviendas 2021.

### Orígenes del Imperio
Luego de la llegada de los pueblos checos, moravos y eslovacos, éstos se organizaron en el Imperio de Samo, confederación que reunía a las distintas tribus locales. Este protoestado no sobrevivió a su fundador, el rey Samo (623-658). Con el indeble intento de organización estatal se propició la creación y ascenso de una aristocracia terrateniente, la cual se fortaleció en enfrentamientos contra el Kaganato ávaro.
El contacto con los francos favoreció el florecimiento económico, la fundación de numerosos asentamientos en el valle del río Morava y la construcción de fortalezas en las colinas. La llamada cultura de Blatnica-Mikulčice es la mayor representante de este escenario sociopolítico.
Durante la época de Carlomagno, las tribus eslavas de la zona fueron reunidas y guiadas en numerosas guerras que finalmente lograron destruir el Kaganato ávaro. El progreso del gobierno carolingio, en cuanto a centralización del poder y creación de estructuras administrativas, influyó a los eslavos, checos y moravos hasta constituir dos realidades políticas muy diversas:
- el principado de Moravia: extendido por la actual Moravia y Eslovaquia Occidental, el principado fue regido por Mojmír I, quien introdujo el cristianismo con las misiones de la diócesis de Passau. El primer antecedente histórico que se tiene del principado son datos de los tributos otorgados a la Dieta de Fráncfort. Su capital era Mikulčice.

- el principado de Nitra: extendido por la actual Eslovaquia Oriental, estaba regido por el príncipe Pribina, el cual, aun siendo pagano, mandó construir la primera iglesia cristiana en el 828. Su capital era Nitra.

En 833, Mojmír I sometió el principado de Nitra, reuniendo por primera vez en una sola unidad política a eslavos, checos y moravos. Probina y su familia logran escapar a territorio franco, donde se les concede el Principado de Balaton o Pannonia Inferior.

### Desarrollo del Imperio
A la muerte de Mojmír I en el 846, asume el trono su nieto, Ratislav I. A pesar de que inicialmente fue designado por los soberanos francos, el príncipe logró imponer su política independiente. Para ello debió de disminuir la influencia franca en el territorio, lo cual lo obtuvo de dos formas. Por un lado, logró la derrota del ejército franco en el 855; por otro derrocó el monopolio e influencia del clero francés en la zona haciendo un llamamiento al emperador bizantino, Miguel III, para que enviara misioneros que evangelizaran la región en lengua eslava. La respuesta del monarca bizantino llegó de inmediato enviando a Cirilo y Metodio en el 863. Estos crearon el primitivo alfabeto eslavo (alfabeto glagolítico) y tradujeron al antiguo eslavo eclesiástico las escrituras. El gobierno de Ratislav I también se encargó de la defensa de su territorio construyendo numerosas fortificaciones. Finalmente, el príncipe otorgó a su sobrino, Svatopluk I, el título de Príncipe de Nitra. Este se alió con los francos consiguiendo derrocar a Ratislav.
El comienzo del reinado de Svatopluk I fue turbulento al negarse sus aliados francos a abandonar la zona occidental de la Gran Moravia. Capturado por los francos y con el pueblo en insurrección, dirigidos por Slavomír, los años venideros fueron difíciles, hasta la liberación de Svatopluk. Este, de regreso, logró tomar el mando de los insurgentes, expulsar y defenderse de los francos, repeler a húngaros y al Primer Imperio Búlgaro, además de lograr la máxima extensión del Imperio abarcando la República Checa y Eslovaquia y áreas de las modernas Hungría, Rumania, Polonia, Austria, Alemania, Serbia, Eslovenia, Croacia y Ucrania. Esto lo llevó a intitularse como rex (rey) de Magna Moravia.
En 880, el pontífice Juan VIII publicó la bula Industriae Tuae, por la que se creaba la provincia eclesiástica independiente de Gran Moravia, con Metodio como arzobispo, y se reconocía al eslavo como el cuarto idioma litúrgico (junto al latín, griego y hebreo).

### Declive y caída del Imperio
Al morir Svatopluk I en 894, el Imperio entró en decadencia al repartirse entre sus hijos Mojmír II y Svatopluk II, los cuales asumieron como rey de Gran Moravia y Príncipe de Nitra, respectivamente. Metidos en luchas internas e invadidos por el reino Franco Oriental, la Gran Moravia perdió la mayoría de sus territorios periféricos. 
Los nómadas magiares o húngaros, aprovechándose de este hecho, invadieron la cuenca del río Danubio ocupando los territorios de la cuenca de los Cárpatos ubicados al sur y en parte del imperio moravo. En 902, aniquilarían el ejército de la Gran Moravia, la cual pasaría a ser un mero reino fronterizo, que desaparecería paulatinamente. Si bien no se tienen datos exactos sobre cuándo murieron los últimos monarcas moravos, Mojmír II y Svatopluk II, se estima que probablemente perecieron alrededor de 907, cuando los húngaros ganaron la batalla de Bratislava contra el ejército bávaro. 
Destruido el imperio, sus restos fueron repartidos de la siguiente forma:
- Área Occidental: en manos de la Francia Oriental (Alemania), luego Sacro Imperio Romano Germánico, donde se formaron una serie de marquesados para contener la amenaza húngara. Entre esos marquesados se encuentran: Marca de Moravia, Marca de Austria, Marca de Estiria, Marca de Carintia, Marca de Carniola y Marca de Istria. Además fue fundada en esa zona el Ducado de Bohemia.

- Área Meridional: anexada al Estado húngaro formado por la dinastía Árpád a finales del siglo X.

- Área Oriental: en manos de la aristocracia terrateniente eslava, fue sometida y anexada en 999 al Ducado de Polonia de la dinastía Piast.

En cuanto a las principales fortificaciones, como Nitra, Bratislava y Zemplín, conservan sus funciones por su importancia estratégica. En el común de los casos estas ciudades permanecerán activas dentro de los nuevos Estados como unidades administrativas, especialmente en el Reino de Hungría, lo cual permitirá que la aristocracia terrateniente eslava tenga un amplio dinamismo e independencia dentro de las nuevas unidades estatales. Con respecto a la división eclesiástica, no sufrió alteración a causa de la invasión húngara.
En cuanto al impacto demográfico y cultural, los estudiosos han concluido que no fue tajante e impactante. Especial mención merece la relación entre magiares y eslavos, quienes realizaron una profunda fusión étnica y cultural, lo que no permite seguir con el rastro arqueológico más allá del siglo XI.

### Unión con Bohemia
La marca fue originalmente creada, como las marcas similares —Austria, Estiria, Carniola y Carintia— en la primera mitad del siglo X en la tierra que anteriormente había sido parte de la Gran Moravia, un Estado eslavo que sucumbió a las incursiones magiares a principios del siglo X.

### Entre Polonia y Bohemia
En la segunda mitad del siglo X, cuando los magiares fueron finalmente derrotados y ya no constituían más una amenaza, apareció un nuevo peligro por el norte: los bohemios. En 955, el duque Boleslao I el Cruel, de la dinastía de los přemyslidas, se alió con el rey alemán Otón I para derrotar a los magiares en la batalla de Lechfeld. Tras la victoria, Boleslao recibió Moravia. En 999 el duque polaco Boleslao I el Bravo conquistó Moravia y la incorporó a su reino hasta 1019 o 1029 en que el príncipe de Bohemia Bretislao I la recuperó.

### Parte del principado de Bohemia
Al morir su padre en 1035, Bretislao también se convirtió en gobernante de Bohemia. En 1054, Bretislao decretó que las tierras de Bohemia y Moravia serían heredadas conjuntamente mediante agnación, aunque también prescribió que sus hijos menores gobernaran partes de Moravia como vasallos de su hijo mayor. Después de esa fecha, la marca de Moravia fue una posesión de Bohemia otorgada como herencia semiindependiente a los hijos menores de los soberanos de Bohemia. Esta dependencia solía ser gobernada por duques. Debido a que generalmente existían múltiples hijos menores en cualquier momento, Moravia solía dividirse en tres (variable) ducados/marcas independientes (en checo úděly): Brno, Olomouc y Znojmo.

### Creación del Margraviato (1182/1197)
En 1182 el emperador Federico I Barbarroja intervino en los asuntos de Bohemia para prevenir cualquier disputa sucesoria mediante la elevación del Duque de Znojmo Conrado III Otón a la dignidad de margrave. Este estatus fue breve: en 1197, el duque Vladislao III de Bohemia resolvió la disputa sucesoria entre él y su hermano Otakar abdicando del trono de Bohemia y aceptando el margraviato de Moravia como vasallo de Bohemia. Permaneció como territorio de Bohemia (desde 1348 en adelante, como Tierras de la Corona de Bohemia) tras recibir Otakar el título heredero de rey de manos de Felipe de Suabia y el reconocimiento de su estatus por la Bula de Oro de Sicilia de 1212. Cuando el nieto de Otakar, el rey Otakar II de Bohemia, fue derrotado en 1278 en la batalla de Marchfeld, su oponente el rey Rodolfo I de Alemania tomó Moravia, pero la cedió de nuevo al hijo de Otakar II y sucesor Wenceslao II cinco años más tarde.

### 1526-1918
Al ascender al trono de Bohemia el archiduque Fernando I de Austria en 1526, el Margraviato de Moravia se convirtió en parte constituyente de la Monarquía de los Habsburgo.
En 1608 el gobierno de Bohemia y Moravia fue separado por última vez, cuando los estados moravos apoyaron a Matías de Habsburgo contra su hermano el emperador Rodolfo II. Desde que Rodolfo debió ceder el trono de Bohemia a Matías en 1611, Moravia fue gobernada por los Habsburgo de Viena, que tomaron el título de margraves de Moravia.

### Edad Moderna

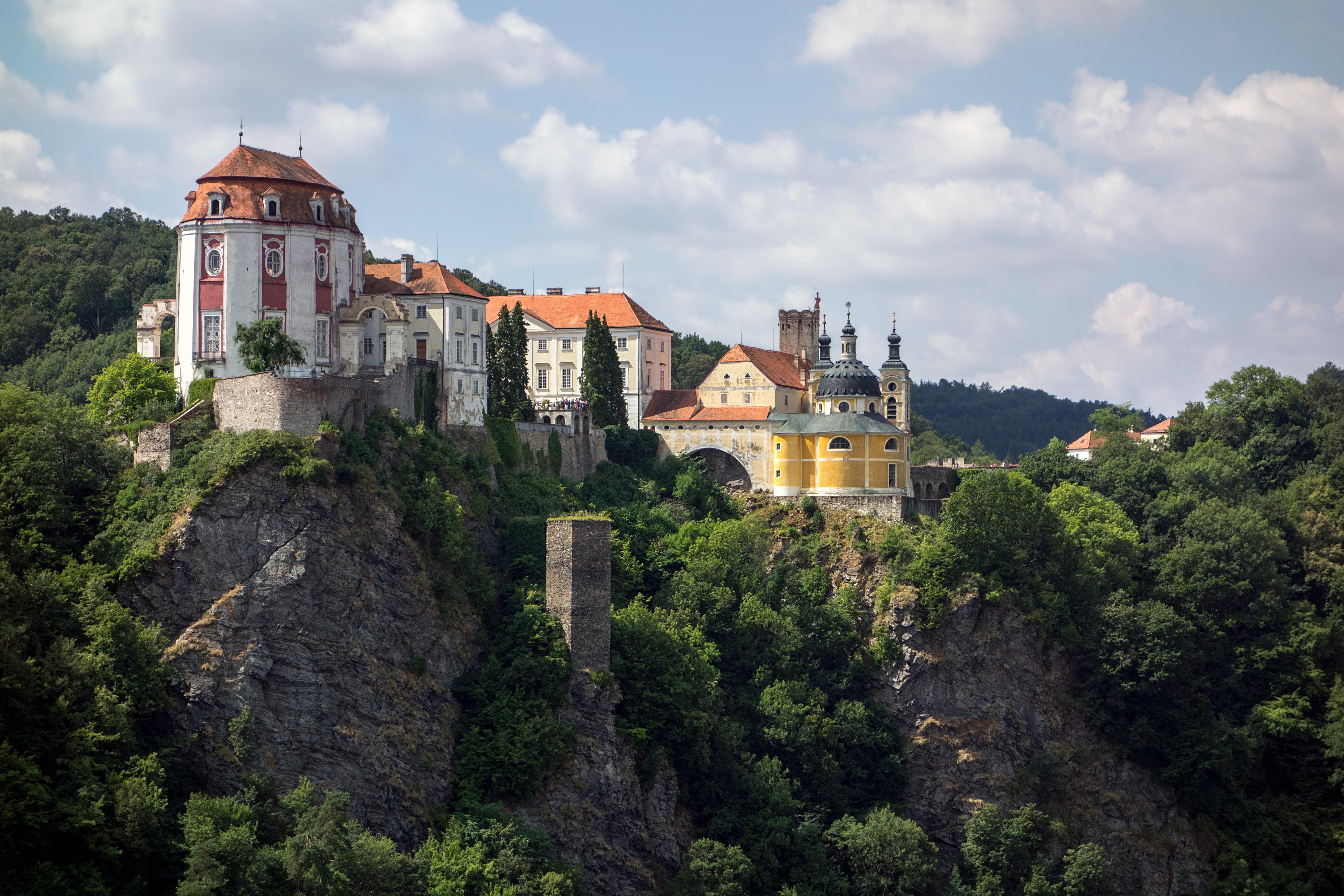
El castillo de Vranov nad Dyji.

A la muerte de este «rey husita» sube al trono checo la dinastía polaca de los Jagellón, que gobernará hasta el año 1526 cuando, tras la muerte del rey Luis de Jagellon en la batalla de Mohács, fue elegido rey checo el católico Fernando I de Austria.
Los años que siguieron se caracterizaron por los conflictos y la intolerancia religiosa entre los nobles protestantes de Bohemia y la casa de los Habsburgo. Sin embargo, durante el gobierno de Rodolfo II (1576-1609-1611-1692), Praga se vuelve a convertir en centro del imperio y uno de los focos culturales más importantes de Europa. A pesar de todo, a su muerte surgen de nuevo los conflictos entre católicos y defensores de las reformas, que culminan con el levantamiento contra Matías, el hermano y sucesor de Rodolfo, acusado de no cumplir las promesas de tolerancia religiosa y reposición de privilegios.
Esta rebelión, como la husita, empezó con una defenestración. El 23 de mayo de 1618 fueron arrojados por una ventana del Castillo los virreyes y a continuación fue elegido un rey checo. Pero las tropas católicas aplastaron la «rebelión de los estados» en la batalla de la Montaña Blanca (en checo: Bílá hora), que da comienzo, por una parte, a una dura recatolización de un país que era en un 90 % protestante y por otra, a la guerra de los Treinta Años.[cita requerida]
Con la Paz de Westfalia en 1648, el destino checo quedó sellado. El pueblo perdió sus derechos y propiedades a manos de una monarquía absolutista y católica, que perseguía cualquier indicio de protestantismo, y su capital pasó a ubicarse en Viena.
Además, la guerra diezmó absolutamente el país (que pasó de tener 3 millones de habitantes a 800 000).[cita requerida] Los máximos pensadores checos debieron partir al exilio y los que quedaron fueron obligados a convertirse al catolicismo. El más importante de estos exiliados fue sin duda Jan Amos Comenius (en checo: Jan Amos Komenský). En contrapartida, destaca la belleza de los monumentos barrocos de esta época de recatolización (especialmente la primera mitad del {siglo|XVIII||s}}), tanto en arquitectura popular como religiosa.

## Ciudades
- Brno (provincial ciudad)
- Olomouc (provincial ciudad)
- Zlín (provincial ciudad)
- Přerov
- Prostějov
- Třebíč
- Jihlava (provincial ciudad)
- Kroměříž
- Znojmo
- Ostrava (provincial ciudad)
- Frýdek-Místek